# Colli Orientali del Friuli

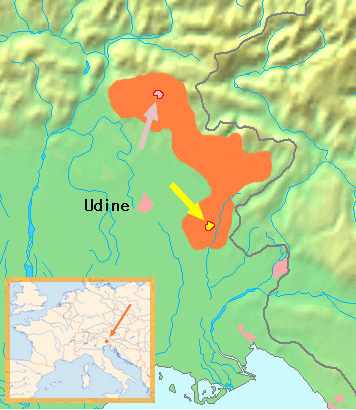
Das DOC-Weinbaugebiet Colli Orientali del Friuli mit den Subzonen (DOCG) Ramandolo (rosa Pfeil) und Picolit-Cialla (gelber Pfeil)

Die Colli Orientali del Friuli (deutsch: „östliche Hügel des Friaul“) oder Friuli Colli Orientali sind ein italienisches Weinbaugebiet, das in der Region Friaul-Julisch Venetien nahe der Grenze zu Slowenien liegt. Hier werden eine Vielzahl von sowohl DOC- als auch DOCG-Weinen angebaut. Die DOC-Appellation Colli Orientali del Friuli beheimatet die größte Anzahl autochthoner Weine in Italien.

## Erzeugung
Das Anbaugebiet Colli Orientali del Friuli wurde in der entsprechenden DOC-Weinordnung (1970, aktualisiert am 30. November 2011) festgelegt. Es umfasst das gesamte Hügelgebiet der Gemeinden Tarcento, Nimis, Povoletto, Attimis, Faedis und Torreano, Cividale del Friuli, San Pietro al Natisone, Prepotto, Premariacco, Buttrio, Manzano, San Giovanni al Natisone und Corno di Rosazzo.
Im Jahr 2017 wurden 77.843 Hektoliter Wein erzeugt. Die Hauptmenge des erzeugten Weines ist Weißwein, aber auch Roséwein, Süßwein (Ramandolo und Picolit), Schaumwein und Rotwein werden erzeugt.

## Produktionsvorschriften und Beschreibung
Folgende Weine werden in dieser Denomination hergestellt: Chardonnay, Malvasia, Pinot bianco, Pinot grigio, Ribolla gialla, Riesling, Sauvignon Blanc, Friulano, Traminer aromatico, Verduzzo friulano, Cabernet (aus Cabernet franc und/oder Cabernet sauvignon und/oder Carménère), Merlot, Pignolo, Pinot nero, Refosco dal peduncolo rosso, Refosco nostrano, Schioppettino, Tazzelenghe.
In den aufgeführten Weinen müssen die genannten Rebsorten zu 85–100 % enthalten sein. Andere Rebsorten können bis zu 15 % zugefügt werden.
Weine mit der Auszeichnung „Riserva“ müssen mindestens zwei Jahre gelagert werden, bevor sie in den Verkauf kommen.
Der Wein mit der Bezeichnung Friuli Colli Orientali – Cialla muss mindestens vier Jahre gelagert werden.